# Liste des députés européens de Lettonie de la 7e législature
Cet article présente la liste des députés européens de Lettonie pour la mandature 2009-2014, élus lors des élections européennes de 2009 en Lettonie.
| Nom                     | Parti                                             | Groupe parlementaire européen | Portrait |
| ----------------------- | ------------------------------------------------- | ----------------------------- | -------- |
| Ivars Godmanis          | LPP/LC                                            | ADLE                          |          |
| Sandra Kalniete         | Union civique                                     | PPE                           |          |
| Arturs Krišjānis Kariņš | Nouvelle Ère                                      | PPE                           |          |
| Aleksandrs Mirskis      | Centre de l'harmonie                              | S&D                           |          |
| Alfrēds Rubiks          | Centre de l'harmonie                              | GUE/NLG                       |          |
| Inese Vaidere           | Union civique                                     | PPE                           |          |
| Tatjana Ždanoka         | Pour les droits de l'homme dans une Lettonie unie | Verts/ALE                     |          |
| Roberts Zīle            | Pour la patrie et la liberté (LNKK)               | ECR                           |          |